# شوبهایم
شوبهایم (به آلمانی: Schwebheim) یک شهر در آلمان است که در بایرن واقع شده‌است.

## خصوصیات
شوبهایم ۸٫۱۰ کیلومترمربع مساحت دارد ۲۱۳ متر بالاتر از سطح دریا واقع شده‌است.